# Ceratina smaragdula
Ceratina smaragdula är en biart som först beskrevs av Fabricius 1787.  Den ingår i släktet märgbin och familjen långtungebin. Inga underarter finns listade i Catalogue of Life. Arten förekommer i Syd- och Sydöstasien samt (troligen införd) på Hawaii.

## Beskrivning
Ceratina smaragdula är ett litet bi, mellan 6 och 8 mm långt, som vanligtvis har en metallglänsande, grön grundfärg, även om bronsfärgade och blåa former också förekommer. Honan har två korta, svarta tvärstreck på tergiterna 2 och 3, ibland även 4. Hanen har istället två matta, svarta fläckar vardera på tergiterna 4 till 6.

## Utbredning
Utbredningsområdet omfattar Pakistan och västra Indien över södra Kina och de japanska Ryukyuöarna till Indonesien, Malaysia samt Filippinerna. På senare tid har arten nått Hawaii, troligtvis införd, där den först upptäcktes 1984 men därefter spritt sig kraftigt. Även i sitt ursprungsområde är arten vanlig.

## Ekologi
Arten är polylektisk, den besöker blommande växter från många olika familjer, som ärtväxter, slideväxter, passionsblomsväxter, medinillaväxter, kransblommiga växter, måreväxter, verbenaväxter och underblomsväxter. Likt alla smaragdbin bygger den sina bon i märgen på olika växter; arten har bland annat påträffats i orkidéer.